# Dietmar Constantini
Dietmar Constantini (30. května 1955, Innsbruck – 18. prosince 2024) byl rakouský fotbalista, obránce. Po skončení aktivní kariéry působil jako trenér, v letech 2009-2011 se stal po Karlu Brücknerovi trenérem rakouské reprezentace.

## Fotbalová kariéra
Začínal v rakouské lize v FC Wacker Innsbruck a LASK. Dále hrál za SV Innsbruck, v Řecká za AO Kavala a po návratu do Rakouska za FC Wels, Favoritner AC a Wiener Sport-Club. V Poháru mistrů evropských zemí nastoupil v 6 utkáních a dal 1 gól a v Poháru UEFA nastoupil ve 3 utkáních.

## Ligová bilance
| Ročník                                  | Zápasy | Góly | Klub                |
| --------------------------------------- | ------ | ---- | ------------------- |
| Rakouská fotbalová Bundesliga 1975/1976 | 19     | 0    | FC Wacker Innsbruck |
| Rakouská fotbalová Bundesliga 1976/1977 | 31     | 2    | FC Wacker Innsbruck |
| Rakouská fotbalová Bundesliga 1977/1978 | 26     | 2    | FC Wacker Innsbruck |
| Rakouská fotbalová Bundesliga 1978/1979 | 2      | 0    | FC Wacker Innsbruck |
| Rakouská fotbalová Bundesliga 1979/1980 | 28     | 2    | LASK                |
| Řecká Superliga 1981/1982               | 31     | 1    | AO Kavala           |
| Rakouská fotbalová Bundesliga 1982/1983 | 15     | 0    | FC Wels             |
| Rakouská fotbalová Bundesliga 1983/1984 | 16     | 0    | FC Wels             |
| Rakouská fotbalová Bundesliga 1983/1984 | 13     | 0    | Favoritner AC       |
| Rakouská fotbalová Bundesliga 1984/1985 | 28     | 0    | Favoritner AC       |
| Rakouská fotbalová Bundesliga 1986/1987 | 20     | 0    | Wiener Sport-Club   |
| CELKEM Rakouská fotbalová Bundesliga    | 198    | 6    |                     |
| CELKEM Řecká Superliga                  | 31     | 1    |                     |